# 西崎泉
西崎 泉（にしざき　いずみ、1955年12月10日　- ）は、日本の会社経営者・M&Aコンサルタント。学位は、MBA（ハーバード大学）。

## 略歴
1979年一橋大学経済学部卒業。同年日本長期信用銀行入行。同行渋谷支店(融資担当)、海外留学(ハーバード・ビジネス・スクール)、ニューヨーク支店(プロジェクトファイナンス)、本店M&A部(M&Aアドバイザリー)、本店総合企画部(経営企画)などを経て、2000年にUBS証券(株)に入社し、投資銀行部門マネージングディレクター(M&A統括)を務めた。2004年ピナクル(株)を設立、代表取締役社長に就任。2010年ニンバスアソシエイツ(株)を設立、代表取締役社長に就任。2011年マネックス・ハンブレクト(株)取締役会長。2012年(株)卑弥呼取締役。2018年UCCホールディングス(株)顧問。2020年UCCホールディングス(株)取締役。